# ユルミとシメル
『ユルミとシメル』は、こいでたくの漫画作品。2006年4月12日よりウェブコミック誌「Web★ブラッド」で連載開始後、2007年1月に同サイトと前年10月に休刊した雑誌『月刊少年ブラッド』を統合してYahoo! JAPAN内にオープンした「FlexComixブラッド」で2008年3月26日まで連載された。また、Flashアニメ化もされている。

## ストーリー
ネジ星の住人・ネジビトは機械を修理する技能に長けており、そのネジ星に本社を置くるつぼメカニックカンパニーの社員であるユルミとシメルは2人1組で銀河を股に掛けて機械の修理に勤しんでいた。
ところが、2人の乗った宇宙船に隕石が衝突。さらにユルミの不注意で船は半壊し、やむなく地球の民家に助けを求めるのだが…。

## 登場キャラクター
「声」はアニメ版における担当声優。
ユルミ
声 - 芳村れいな
ネジビト。るつぼメカニックカンパニーの社員。マイペースな性格で、課された仕事を中途半端にしかこなさずトラブルを招く。フルーチが好物。
シメル
声 - 鉄砲ゆりの
ネジビト。るつぼメカニックカンパニーの社員で、ユルミと2人1組で、と言うよりユルミの中途半端な仕事をフォローアップすべくコンビを組んでいる。性格は几帳面で仕事はきっちりこなす。辛い物が好物。
スナオ
声 - 麻生淳
ユルミたちが宇宙船の故障で助けを求めた一軒家で妹のアイと2人暮らしをしていた少年。 絵に描いたような善人で誰からも好かれている。お菓子作りが趣味。
アイ
声 - 小澤飛鳥
スナオの妹。兄が作るお菓子の誘惑に負けてダイエットが出来ないのが悩み。
オーブン
スナオが愛用していたオーブンレンジ。故障していたところをユルミが修理・改造し、思考回路を取り付けられるが暴走。その後、シメルが手を加えて自立歩行型ロボットとして生まれ変わる。
スパナ
銀河系屈指の経済力を誇る惑星国家・レジ星の第一王女。ネジビトが故障した製品を修理するせいで自国の新製品の販促が妨げられていると考え、ユルミたちを目の敵にしているのだが…。
ボルトー
スパナの部下であるアンドロイド。古代の超文明を結集して作られたが、廃棄され36万年ほど経過した際にスパナが再起動し、ボルトーという名前を与えた。普段は物静かだが戦闘力は高いらしく、宇宙海賊の巨大戦艦を1体で撃沈したという噂もある。

## Webアニメ
連載終了後の2008年4月3日に、事前予告無しにFlexComix WebにてFlashアニメが公開された。原作漫画の第7話『人間牧場』を忠実にアニメ化しており、zip形式でのダウンロードも可能である。ラベリテ・プロ所属の声優を起用している。
同サイトでは「アニメ」ではなく「動画」と書かれている。

### スタッフ
- プロデューサー：金子隆二
- ディレクター：中山忍
- アニメーション制作：オペラハウス
- 協力：ラベリテ・プロ
- 製作：スタジオサジタリウス

## 単行本
フレックスコミックス刊。
1. 2007年4月25日初版第1刷発行（2007年4月12日発売） ISBN 978-4-7973-4143-0
2. 2008年5月25日初版第1刷発行（2008年5月12日発売） ISBN 978-4-7973-4798-2